# Prix du Gouverneur général : traduction du français vers l'anglais
Voici une liste des lauréats du prix littéraire du Gouverneur général dans la catégorie traduction du français vers l'anglais.

## Liste des lauréats
- 1987 - Patricia Claxton, Enchantment and Sorrow: The Autobiography of Gabrielle Roy (Gabrielle Roy, La Détresse et l'Enchantement)
- 1988 - Philip Stratford, Second Chance (Diane Hébert, Un second souffle)
- 1989 - Wayne Grady, On the Eighth Day (Antonine Maillet, Le Huitième Jour)
- 1990 - Jane Brierley, Yellow-Wolf and Other Tales of the Saint Lawrence (Philippe Aubert de Gaspé, Récits amérindiens)
- 1991 - Albert W. Halsall, A Dictionary of Literary Devices: Gradus, A-Z (Bernard Dupriez, Gradus : Les procédés littéraires (Dictionnaire))
- 1992 - Fred A. Reed, Imagining the Middle East (Thierry Hentsch, L’Orient imaginaire : la vision politique occidentale de l’Est méditerranéen)
- 1993 - Douglas G. Jones, Categorics One, Two and Three (Normand de Bellefeuille, Catégoriques un deux et trois)
- 1994 - Donald Winkler, The Lyric Generation: The Life and Times of the Baby Boomers (François Ricard, La Génération lyrique. Essai sur la vie et l'oeuvre des premiers-nés du baby-boom)
- 1995 - David Homel, Why Must a Black Writer Write About Sex? (Dany Laferrière, Cette grenade dans la main du jeune nègre est-elle une arme ou un fruit ?)
- 1996 - Linda Gaboriau, Stone and Ashes (Daniel Danis, Cendres de cailloux)
- 1997 - Howard Scott, The Euguelion (Louky Bersianik, L'Euguélionne)
- 1998 - Sheila Fischman, Bambi and Me (Michel Tremblay, Les Vues animées)
- 1999 - Patricia Claxton, Gabrielle Roy: A Life (François Ricard, Gabrielle Roy : une vie)
- 2000 - Robert Majzels, Just Fine (France Daigle, Pas pire)
- 2001 - Fred A. Reed and David Homel, Fairy Ring  (Martine Desjardins, Le Cercle de Clara)
- 2002 - Nigel Spencer, Thunder and Light (Marie-Claire Blais, Dans la foudre et la lumière)
- 2003 - Jane Brierley Memoirs of a Less Travelled Road: A Historian’s Life (Marcel Trudel, Mémoires d'un autre siècle)
- 2004 - Judith Cowan, Mirabel (Pierre Nepveu, Lignes aériennes)
- 2005 - Fred A. Reed, Truth or Death: The Quest for Immortality in the Western Narrative Tradition (Thierry Hentsch, Raconter et mourir : aux sources narratives de l’imaginaire occidental)
- 2006 - Hugh Hazelton, Vetiver (Joël Des Rosiers, Vétiver)
- 2007 - Nigel Spencer, Augustino and the Choir of Destruction (Marie-Claire Blais, Augustino et le Chœur de la destruction)
- 2008 - Lazer Lederhendler, Nikolski (Nicolas Dickner, Nikolski)
- 2009 - Susan Ouriou, Pieces of Me (Charlotte Gingras, La liberté ? Connais pas)
- 2010 - Linda Gaboriau, Forests (Wajdi Mouawad, Forêts)
- 2011 - Donald Winkler, Partita for Glenn Gould (Georges Leroux, Partita pour Glenn Gould)
- 2012 - Nigel Spencer, Mai at the Predators’ Ball (Marie-Claire Blais, Mai au bal des prédateurs)
- 2013 - Donald Winkler, The Major Verbs (Pierre Nepveu, Les verbes majeurs)
- 2014 - Peter Feldstein, Paul-Émile Borduas: A Critical Biography (François-Marc Gagnon, Paul-Emile Borduas, 1905-1960 : biographie critique et analyse de l'œuvre)
- 2015 - Rhonda Mullins, Twenty-One Cardinals (Jocelyne Saucier, Les Héritiers de la mine)
- 2016 - Lazer Lederhendler, The Party Wall (Catherine Leroux, Le Mur mitoyen)
- 2017 - Oana Avasilichioaei, Readopolis (Bertrand Laverdure, Lectodôme)
- 2018 - Phyllis Aronoff et Howard Scott, Descent into Night (Edem Awumey, Explication de la nuit)
- 2019 - Linda Gaboriau, Birds of a Kind (Wajdi Mouawad, Tous des oiseaux)
- 2020 - Lazer Lederhendler, If You Hear Me (Pascale Quiviger, Si tu m'entends)
- 2021 - Erín Moure, This Radiant Life (Chantal Neveu, La vie radieuse)
- 2022 - Judith Woodsworth, History of the Jews in Quebec (Pierre Anctil, Histoire des juifs au Québec)[1]